# Moixé Liebsitz
Moixé Liebsitz (rus: Михаил Самуилович Лившиц)  (Pokotilove, 4 de juliol de 1917 - Beerxeba, 30 de març de 2007), nascut Mikhaïl Samuílovitx Liebsitz, va ser un matemàtic jueu soviètic que es va nacionalitzar israelià.

## Vida i obra
Tot i haver nascut a la petita vila de Pokotilove, la família es va traslladar a Odessa el 1922, quan ell només tenia quatre anys. El seu pare, jueu practicant, era professor de matemàtiques i ve fer amistat amb els grans matemàtics de la universitat d'Odessa, com Xatunovski, Txebotariov o Kàgan. El jove Liebsitz, el 1931, en acabar els estudis secundaris, va ingressar a l'Escola Superior de Comunicacions, però el 1933 es va traslladar a la universitat d'Odessa en la qual va ser deixeble de Mark Krein. El 1938 es va graduar i el 1942, mentre la universitat havia estat evacuada i traslladada a Bayram Ali per l'ocupació alemanya durant la Segona Guerra Mundial, es va doctorar amb una tesi sobre la teoria dels operadors hermítics.
Acabada la guerra, va ser professor de matemàtiques simultàniament de la universitat Pedagògica d'Odessa i de l'Institut Hidro-meteorològic. El 1957 va ser nomenat cap del departament de matemàtiques de l'Institut Miner de Jarkov i a partir de 1962 professor de la universitat de Jarkov. El 1975 es desplaçà a Tbilisi per ser professor de la universitat Tècnica de Georgia, des d'on li va ser més fàcil obtenir el permís per emigrar a Israel com era el seu desig. Des de 1978 fins a la seva jubilació el 1992 va ser professor de la universitat Ben-Gurion del Nègueb a la ciutat de Beerxeva, en la qual va fixar la seva residència fins que va morir el 2007.
Liebsitz va publicar tres influents llibres sobre teoria d'operadors, dos en rus (1966 i 1971; traduïts a l'anglès respectivament el 1973 i 1979) i un en anglès (1995); a més d'una cinquantena d'articles científics.